# Tunelul Vallavik
Tunelul Vallavik este un tunel de trafic rutier din Norvegia. Este un tunel monotub situat între Vallavik în comuna Ulvik și Kjerland în comuna Voss din provincia (în norvegiană Fylke) Vestland, pe partea de nord a fiordului Hardanger. Tunelul face parte din traseul drumurilor naționale norvegiene (Riksvei) 7 și 13 și are o lungime de 7510 metri. Străpungerea s-a produs la data de 2 iulie 1984 și a fost deschis oficial 27 April 1985.
În anul 2011, ca parte a construcției podului Hardangerbrua, a fost construit un sens giratoriu la aproximativ 500 de metri de deschiderea tunelului din Vallavik. Aici se ramifică un tunel lateral lung de 750 metri, a cărui ieșire formează accesul la pod. Acest braț s-a dat în funcțiune în 2013. Cu 23 de metri, portalul către pod este cel mai înalt portal de tunel din lume și are scopul de a crea o tranziție continuă.

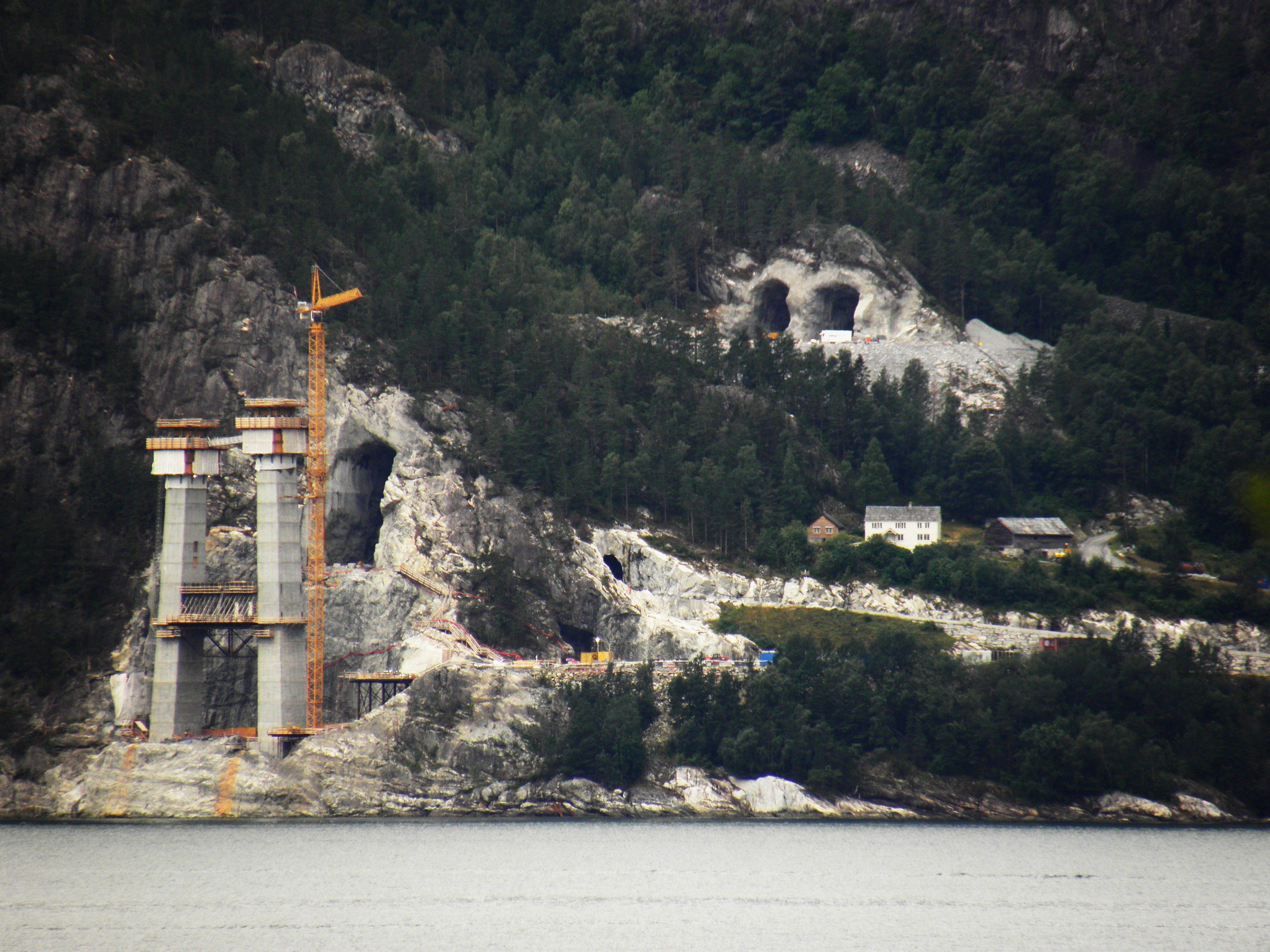
Hardangerbrua (Podul Hardanger în 31 iulie 2010)
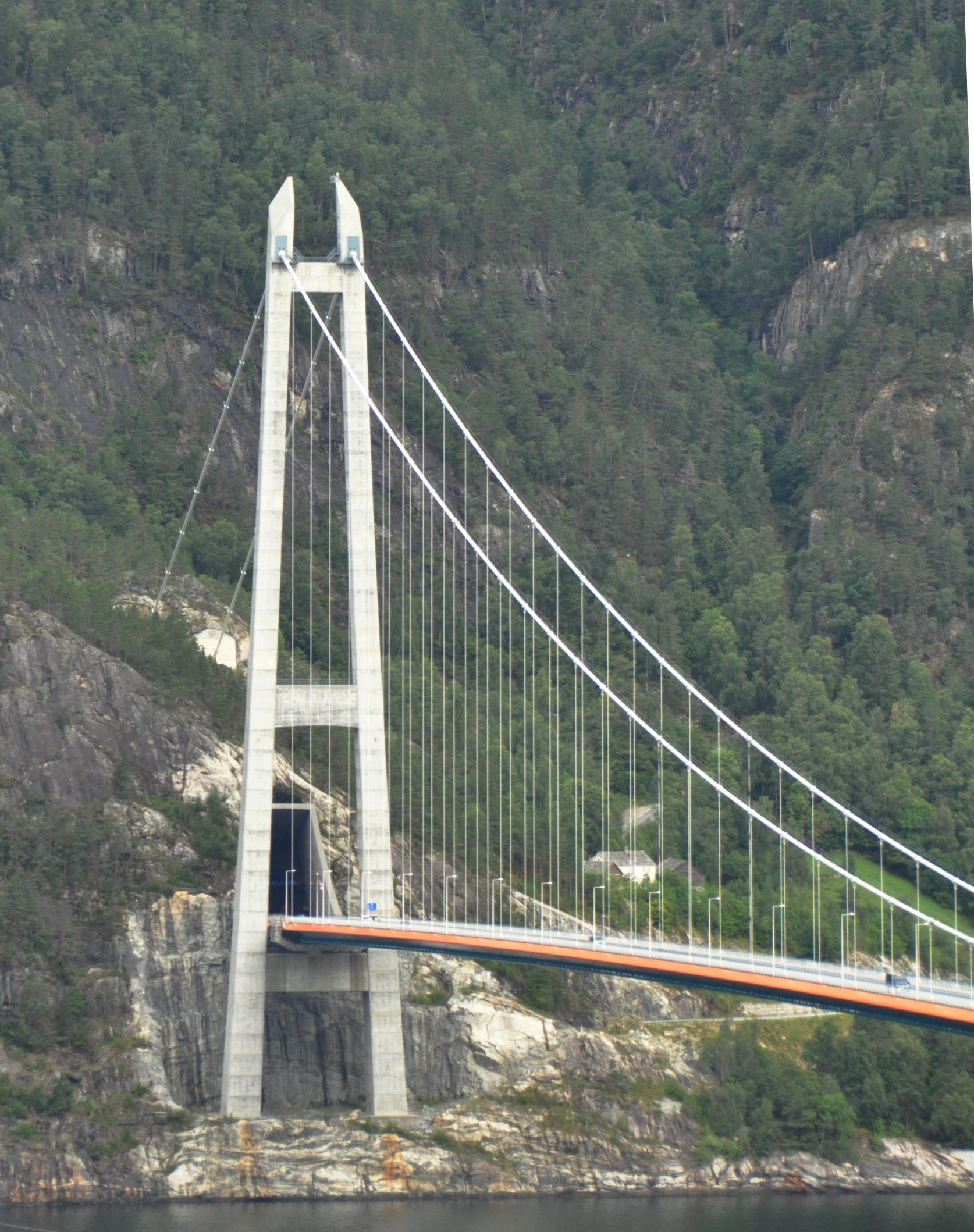
Podul Hardanger cu intrare în tunelul Vallavik